# شجرة البقيعاوية
شجرة البقيعاوية، وتعرف أحيانا بشجرة الرسول، هي شجرة بطم معمّرة في منطقة الصفاوي في الأردن (110 كم شرق العاصمة عمّان)، تعد من التراث الثقافي الأردني غير المادي بحسب وزارة الثقافة الأردنية. يتناقل سكان المنطقة من البدو وغيرهم أنّ النبي محمد ﷺ استظل تحتها أثناء أحد رحلاته إلى الشام. وبالرغم من عدم ثبوت ذلك، إلا أن الشجرة يزورها العديد من الناس كل عام إحياءً لذكرى النبي محمد وللتّبرّك بها حيث يعلقون عليها قطع القماش الخضراء.

## الموقع
منطقة البقيعاوية، تقع على بعد 10 كم من الطريق المؤدي لبلدة الصفاوي الواقعة على الطريق الدولي المؤدي إلى الحدود العراقية. وتبعد عن مدينة عمان 150كم وعن مدينة المفرق 90كم.

## قصة أبو موسى الأشعري
عن ابي موسى الاشعري رضي الله عنه قال"خرج أبو طالب إلى الشام، وخرج معه النبي - صلى الله عليه وسلم - في أشياخ من قريش، فلما أشرفوا على الراهب (واسمه بحيرا كمافي بعض الروايات)، هبطوا فحلوا رحالهم، فخرج إليهم الراهب، وكانوا قبل ذلك يسيرون فلا يخرج إليهم ولا يلتفت، فبينما هم يحلون رحالهم جعل الراهب يتخللهم حتى جاء فأخذ بيد رسول الله - صلى الله عليه وسلم - قال: هذا سيد العالمين، هذا رسول رب العالمين يبعثه الله رحمة للعالمين، فقال له أشياخ من قريش : ما علمك؟ فقال : إنكم حين أشرفتم من العقبة لم يبق شجر ولا حجر إلا خرّ ساجداً، ولا يسجدان إلا لنبيّ، وإني أعرفه بخاتم النبوة .. ثم رجع فصنع لهم طعاماً، فلما أتاهم به، وكان هو في رعية الإبل قال : أرسلوا إليه، فأقبل وعليه غمامة تظله، فلما دنا من القوم وجدهم قد سبقوه إلى فئ الشجرة، فلما جلس مال فئ الشجرة عليه، فقال : انظروا إلى فئ الشجرة مال عليه . قال : فبينما هو قائم عليهم، وهو يناشدهم أن لا يذهبوا به إلى الروم، فإن الروم إذا رأوه عرفوه بالصفة فيقتلونه ... الى نهاية القصة"

## وصف الشجرة
تنتمي هذه الشجرة إلى فصيلة البطم الأطلسي المذكّر غير المثمر، ويبلغ قطر جذعها 90 سم، ومحيطه 283 سم، وترتفع أغصانها لتصل 11 م، وتغطي مسافة 50 م. أوراقها متساقطة مركبة ريشية تضم 3-4 أزواج من الوريقات ووريقة نهائية، والوريقات كاملة الحواف طول الواحدة منها من 2 إلى 5 سم وعرضها 1 سم. أزهارها عنقودية كثيرة التفرع أحادي الجنس وثنائي المسكن، وثمارها حسلية مفردة النواة حجمها بقدر حبة البازلاء، لونها أصفر محمرّ قبل النضج ثم مزرقة سوداء بعد النضج.
معظم هذه الأشجار بالعادة تنمو في مناطق جبلية كمنطقة زي في الأردن وجبل العرب وتدمر في سوريا، أو في مناطق هضاب. لها من الفوائد حيث يستعملها سكان بلاد الشام في التوابل وخلطات الزعتر، فهي جيدة لأمراض الجهاز الهضمي، وأما الأصماغ التي تفرزها فهي تشبه شجرة المستكة، وهذه الأصماغ قاتلة للجراثيم ومطهّرة للفم ولها رائحة جيدة.

## تاريخ الشجرة
يعتقد البعض أن عمر الشجرة أكثر من 1450 سنة. وتتوسط الشجرة بلدة البقيعاوية الواقعة في الشمال الشرقي من الأردن بين الأزرق والصفاوي، مبتعدة عن العاصمة عمان 150 كم وعن مدينة المفرق 90 كم. ومنطقة البقيعاوية وبحسب ما ذكره الدكتور عبد القادر الحصان في كتابه «محافظة المفرق ومحيطها عبر رحلة العصور» فإنّها قد شهدت استيطانًا بشريًا منذ العصور الحجرية الحديثة وحتى البرونزية والحديدية، مرورًا بالفترات النبطية والرومانية والبيزنطية، وانتهاءً بالعربية والإسلامية، وذلك لوقوعها على طريق القوافل المتجهه إلى بصرى الشام ولكونها تتوسط الحدود السورية السعودية العراقية، مما يدلل على حيوية المنطقة منذ عصور قديمة. وبحسب باحثين، فإنّ هنالك دلائل تشير إلى أن رحلة النبي محمد قبل بعثته كانت إلى أطراف الشام، وكانت محطاتها كثيرة، أهمها اثنتان، أولاهما منطقةُ أم الرصاص إلى الجنوب الشرقي من العاصمة الأردنية عمان، والثانية شجرة البقيعاوية والتي كانت القوافل تتخذ منها محطةً على الطريق.

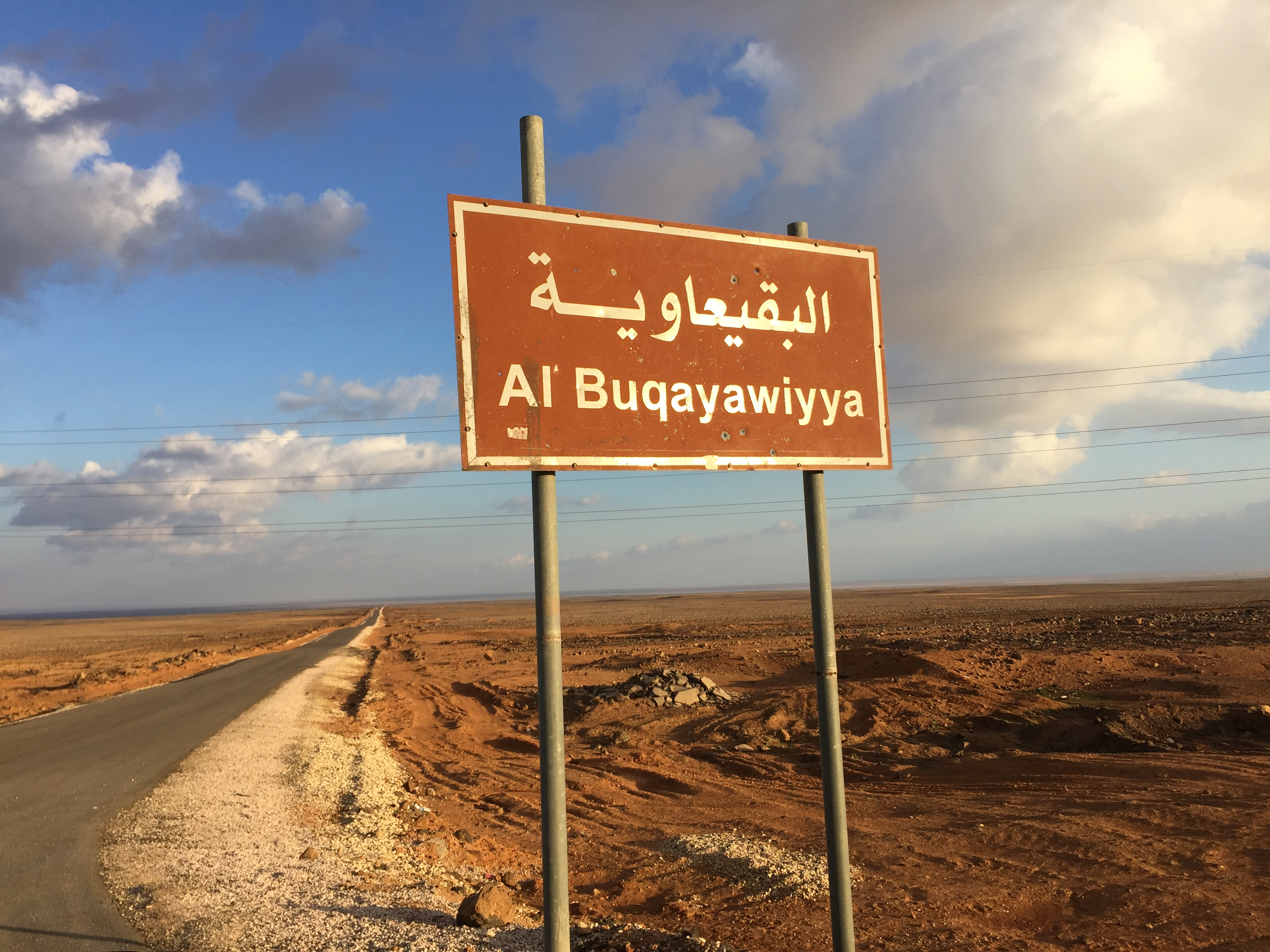
لافتة على الطريق تدل على موقع الشجرة

وعلى العكس من ذلك فقد أكّد إبراهيم موسى الزقرطي (مدير دائرة الدراسات والأبحاث والمستشار الفني في المركز الجغرافي الملكي الأردني سابقًا) بعدم وجود أي طريق تجاري أو طريق حج يمر بقاع البقيعاوية، وأن عمرها لا يتجاوز 520 عام، وذلك بناءً على اختبارات أجرتها وزارة الزراعة في الأردن.

## مركز الزوار
مركز الزوار في موقع الشجرة بتاريخ 8 أكتوبر 2019 بحضور الملك عبد الله الثاني، ورئيس جمهورية الشيشان في الاتحاد الفيدرالي الروسي، رمضان أحمد قديروف والأمير هاشم بن الحسين، كبير أمناء الملك، وسمو الأمير غازي بن محمد، كبير مستشاري الملك للشؤون الدينية والثقافية والمبعوث الشخصي للملك، رئيس مجلس أمناء مؤسسة آل البيت الملكية للفكر الإسلامي، وقيادات من أعضاء مؤسسة آل البيت الملكية للفكر الإسلامي والشيخ علي جمعة، عضو هيئة كبار العلماء بالأزهر الشريف

## المنطقة المحيطة
تم رصد الكثير من المواقع الأثرية حول الموقع من جهاته الأربع على التلال والمرتفعات المحيطة وخاصة على الطريق التجاري القديم إلى الشرق من الشجرة على بعد 3 كيلومتر يوجد موقع هام فيه مسجد ونقوش إسلامية وصفائية وسريانية متعددة وصلبان حورانية مسيحية وهي خاصة بالسريان المحليين في المنطقة، وهو دليل يؤكد وجود الرهبان المسيحيين النساطرة واللذين كانوا يعتمدون الكتابة السريانية وليست اليونانية عكس الرهبان الأرثوذكس، منها نقشين هامين هما : قيانوس وديقيانوس أبناء عبدالله مع مناظر لثورين يجران محراثا.
ويتشاطر الموقع المباركة من قبل كل السكان المحليين عبر العصور مع مواقع إسلامية هامة مشابهة من حيث وجود أشجار بطم معمرة حول مقامات إسلامية عديدة مثل : شجرات أبو عياد (أو عياط) وشجرات المهيني وشجرة الصبيحية وشجرات خطلة، وهي اشجار بطم مثمرة ومعمرة مخضرة صيفا ونفضية شتاء وهي بعكس شجرة البقعاوية البطم المذكرة التي لا تنتج ثمار على هيئة حبوب تؤكل بعد تجفيفها وتستخدم في المولد النبوي الشريف في قديم الأيام ولم يعد لها ذكر الآن للأسف الشديد وهي باقية في الذاكرة الوطنية وضمن التراث الدينية الموروث.وفي معظمها تعود إلى مئات السنين ويرجح أن تكون عباسية مبكرة من خلال المقابر المحيطة بها والنقوش والمساجد الأثرية أيضا.

## روابط خارجية
- الموقع الرسمي - اللجنة الملكية لإعمار مقامات الأنبياء والصحابة